# Lindy hop

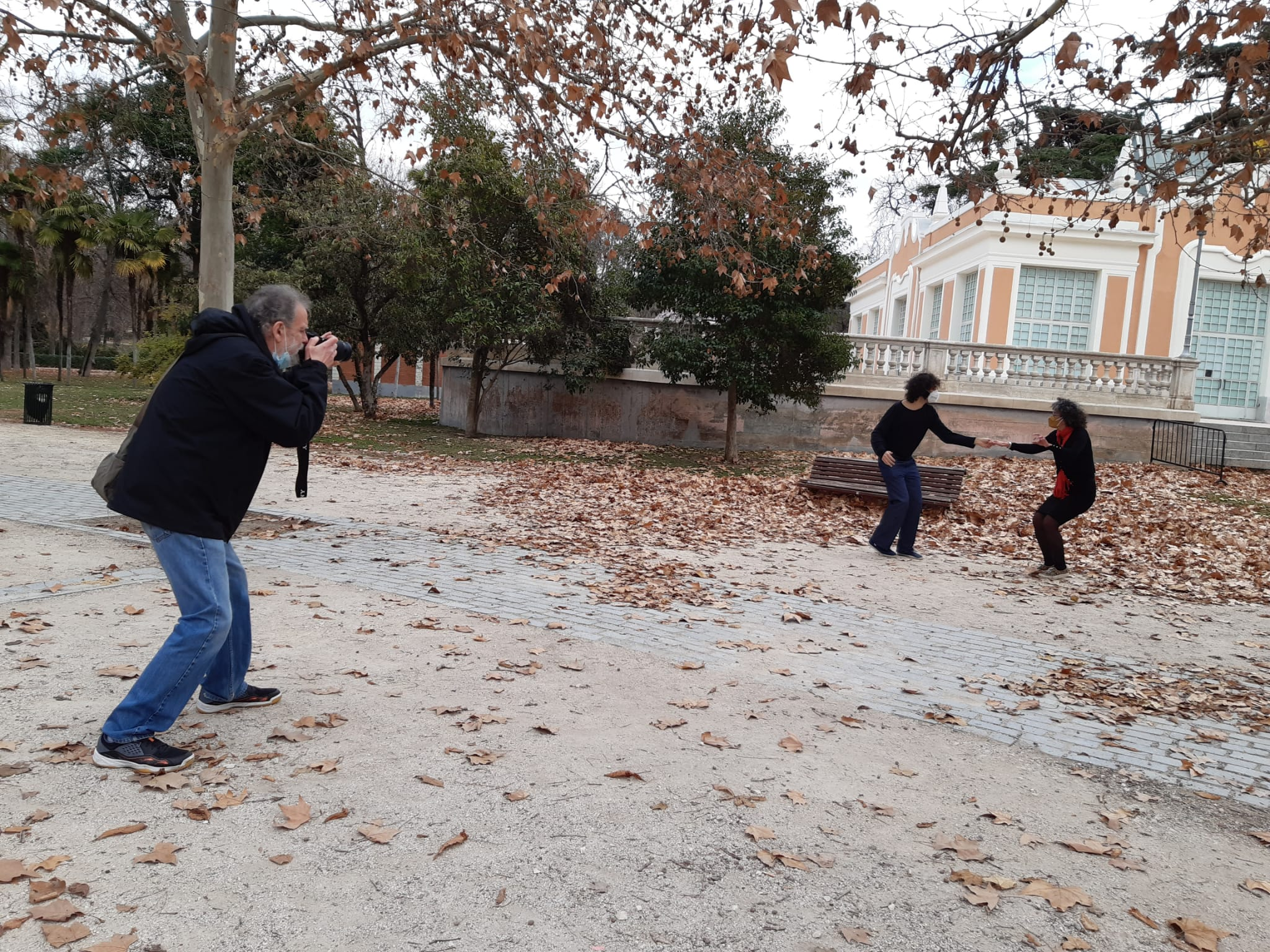
Lindy hop en otoño. Parque de El Retiro. Madrid 2021

El Lindy hop es un estilo de baile swing popularizado en Nueva York por bailarines afroamericanos en una sala de baile llamada Savoy Ballroom. 
A mediados de la década de 1920 los bailarines del Savoy bailaban el estilo charlestón, incorporando elementos de otros estilos como el «Texas Tommy», el «Black Bottom» y el «Cakewalk». El Lindy hop nació cuando estos bailarines empezaron a incorporar posiciones abiertas intercalándolas con las tradicionales posiciones cerradas. Esta apertura de posición es en lo que se conoce como «Whip» o «Swing Out».
Se dice que el nombre «Lindy hop» surgió en 1927 en el Savoy Ballroom durante un concurso de baile en conmemoración al famoso vuelo de Charles Lindbergh a través del Océano Atlántico. Lindy sería el diminutivo de Lindbergh y hop (salto, en inglés), haría referencia al "salto" de una costa a otra del océano.
El Lindy hop se extendió por todos los EE. UU., la edición de la revista Life del 23 de agosto de 1943, declaraba el Lindy hop como "baile nacional". Con el tiempo, el Lindy hop evolucionó en una variedad de estilos de swing, como West Coast, Jive, Boogie Woogie, Balboa, Wendy, etc.
Técnicamente, tiene un paso básico de 8 tiempos y se define a partir de su patrón básico de «swing out» o «whip». En estos patrones básicos, la estructura de baile tiene forma rectangular y alargada y los bailarines giran simultáneamente sobre un eje central. Este eje tiende a permanecer en el mismo sitio en lugar de moverse sobre la pista.